# Kodiyal
Kodiyal è una suddivisione dell'India, classificata come census town, di 6.726 abitanti, situata nel distretto di Haveri, nello stato federato del Karnataka. In base al numero di abitanti la città rientra nella classe V (da 5.000 a 9.999 persone).

## Geografia fisica
La città è situata a 14° 31' 38 N e 75° 47' 03 E.

## Società

### Evoluzione demografica
Al censimento del 2001 la popolazione di Kodiyal assommava a 6.726 persone, delle quali 3.497 maschi e 3.229 femmine. I bambini di età inferiore o uguale ai sei anni assommavano a 796, dei quali 414 maschi e 382 femmine. Infine, coloro che erano in grado di saper almeno leggere e scrivere erano 4.863, dei quali 2.747 maschi e 2.116 femmine.